# Criocoris quadrimaculatus
Criocoris quadrimaculatus är en insektsart som först beskrevs av Carl Fredrik Fallén 1807.  Criocoris quadrimaculatus ingår i släktet Criocoris, och familjen ängsskinnbaggar. Arten är reproducerande i Sverige.